# Wladimir Koew
Wladimir Koew (bulgarisch Владимир Коев; * 31. August 1979) ist ein ehemaliger bulgarischer Straßenradrennfahrer.
Wladimir Koew wurde 2001 bulgarischer Vizemeister im Straßenrennen. In der Saison 2004 konnte er die Gesamtwertung der Rumänien-Rundfahrt für sich entscheiden. Wegen Dopings mit Stanozolol wurde er 2006 für zwei Jahre gesperrt. 2009 gewann er bei den Balkan-Meisterschaften die Goldmedaille im Einzelzeitfahren, und im Jahr darauf wurde er bulgarischer Meister in dieser Disziplin. Ebenso entschied er die Paths of King Nikola und die Rumänien-Rundfahrt für sich. 2011 gewann er eine Etappe und die Gesamtwertung der Sibiu Cycling Tour. 2012 wurde er des Dopings mit Heptaminol im Jahr 2010 überführt und rückwirkend ab 2010 für acht Jahre gesperrt. Alle Erfolge ab 2010 wurden ihm nachträglich aberkannt.

## Erfolge
2004
- Gesamtwertung Rumänien-Rundfahrt

2006
- eine Etappe Griechenland-Rundfahrt

2009
- eine Etappe Tour of Szeklerland
- Balkan-Meisterschaften – Einzelzeitfahren

2010
- Gesamtwertung und eine Etappe Paths of King Nikola[4]
- Gesamtwertung und eine Etappe Rumänien-Rundfahrt[4]
- Bulgarischer Meister – Einzelzeitfahren[4]

2011
- eine Etappe Rumänien-Rundfahrt[4]
- Gesamtwertung und eine Etappe Sibiu Cycling Tour[4]

## Teams
- 2006 Hemus 1896-Berneschi
- 2007 Hemus 1896-Berneschi
- 2008 Cycling Club Bourgas (ab 15. September)
- 2009 Cycling Club Bourgas (bis 30. Juni)
- 2009 Hemus 1896-Troyan (ab 1. Juli)
- 2010 Hemus 1896-Vivelo
- 2011 Konya Torku Şeker Spor-Vivelo
- 2012 Gios-Deyser Leon Kastro (von 10. Juni bis 2. Juli)